# Physokentia
Genre
Classification phylogénétique
Espèces de rang inférieur
- Physokentia avia
- Physokentia dennisii
- Physokentia insolita
- Physokentia petiolata
- Physokentia tete
- Physokentia thurstonii
- Physokentia whitmorei

Synonymes
- Goniocladus Burret , (1940)
- Goniosperma Burret , (1935)

Physokentia est un genre de la famille des Arecaceae (Palmiers) comprenant des espèces natives des îles de l'archipel Bismarck au large de la Nouvelle-Guinée dans le sud-ouest de l'océan Pacifique.

## Classification
- Famille des	Arecaceae
  - Sous-famille des Arecoideae
    - Tribu des Areceae
      - Sous-tribu des Basseliniinae

## Espèces
- Physokentia avia H.E.Moore, Principes 21: 86 (1977).
- Physokentia dennisii H.E.Moore, Principes 13: 131 (1969).
- Physokentia insolita H.E.Moore, Principes 13: 133 (1969).
- Physokentia petiolata (Burret) D.Fuller, Mem. New York Bot. Gard. 83: 208 (1999).
- Physokentia tete (Becc.) Becc., Atti Soc. Tosc. Sci. Nat. Pisa, Mem. 44: 153 (1934).
- Physokentia thurstonii (Becc.) Becc., Atti Soc. Tosc. Sci. Nat. Pisa, Mem. 44: 154 (1934).
- Physokentia whitmorei H.E.Moore, Principes 13: 129 (1969).